# Lorentzfaktorn
Lorentzfaktorn, {\displaystyle \ \gamma }, uppkallad efter den nederländske matematikern och fysikern Hendrik Lorentz, är en vanligt förekommande faktor inom relativitetsteorin och är en funktion av hastigheten {\displaystyle \ v}, enligt
{\displaystyle \gamma ={\frac {1}{\sqrt {1-({\frac {v}{c}})^{2}}}}}
där {\displaystyle \ c} är ljusets hastighet.
Om vi låter
{\displaystyle \beta ={\frac {v}{c}}}
så erhåller vi det enklare uttrycket
{\displaystyle \gamma ={\frac {1}{\sqrt {1-\beta ^{2}}}}}.
Vi har då sambanden {\displaystyle \lim _{\beta \to 0}\gamma =1} och {\displaystyle \lim _{v\to c}\gamma =\infty }.